# Rudolf Hallo
Rudolf Hallo (* 26. September 1898 in Kassel; † 26. Januar 1933 in Hamburg) war ein deutscher Kunsthistoriker.

## Leben
Rudolf Hallo war der Sohn des Dekorationsmalers Wilhelm Hallo (1858–1928) und seiner Frau Henriette, geb. Plaut (1870–1928). Nach dem Abitur und der Teilnahme am Ersten Weltkrieg studierte er Klassische Archäologie und Kunstgeschichte an der Universität Göttingen, wo er 1923 promoviert wurde. 1922 ging er an das von Franz Rosenzweig, einem Freund der Familie aus Kassel, gegründete und geleitete Freie Jüdische Lehrhaus in Frankfurt am Main. Ende 1922 übernahm er aufgrund einer schweren Erkrankung Rosenzweigs von diesem die Leitung des Lehrhauses, gab diese jedoch im August 1923 aufgrund von grundsätzlichen Meinungsverschiedenheiten mit Rosenzweig, der aber weiter sein Freund blieb, ab. Er ging nach Kassel zurück und wurde dort wissenschaftlicher Hilfsarbeiter am Hessischen Landesmuseum. Hier war er zunächst für die landgräfliche Kunstkammer tätig, ab 1931 für das Kupferstichkabinett und die Kunstbibliothek. Besonders war er auch für das 1927 im Rahmen des Landesmuseums eröffnete Jüdische Museum tätig. Im Januar 1933 hielt er einen Vortrag in der Kulturwissenschaftlichen Bibliothek Warburg in Hamburg, erkrankte an einer Lungenentzündung und starb nur wenige Tage später in Hamburg im Haus von Bruno Snell. Begraben wurde er auf dem Jüdischen Friedhof Kassel-Bettenhausen.
Rudolf Hallo war seit dem 17. September 1922 die Ökonomin Gertrud Hallo verheiratet (geborene Rubensohn; * 24. September 1895 in Kassel; † 18. April 1986 in den USA), die 1921 mit der Dissertation Die kleine Lebensversicherung in ihrer Bedeutung für die wirtschaftliche und soziale Lage der Versichten in Göttingen promoviert worden war. „Sie gehörte damit (wie Frieda Sichel) zu den ersten Kasseler Frauen mit akademischer Bildung.“ Das Ehepaar Hallo hatte drei Kinder: Susanne (verheiratete Kalem; 1923–2010), Ruth (verheiratete Landman; 1926–2005) und William W. Hallo (1928–2015). Die drei gelangten nach den Novemberpogromen 1938 mit einem Kindertransport nach England, wohin ihnen im Februar 1939 auch ihre Mutter folgen konnte. 1940 ermöglichten Visa der Familie die Einreise in die USA. 1941 wurden sie vom Deutschen Reich ausgebürgert und ihr noch in Deutschland verbliebenes Vermögen beschlagnahmt. Gertrud Hallo arbeitete in den USA im sozialen Bereich, unter anderem auch für die UNRRA, und war publizistisch tätig. Zusammen mit ihrem Sohn William übersetzte sie Franz Rosenzweigs Stern der Erlösung (Star of Redemption).

## Veröffentlichungen (Auswahl)
- Die Monumentalaltaere des Altertums. Dissertation, Göttingen 1923 (ungedruckt).
- Bronzeabgüsse antiker Statuen. In: Jahrbuch des Deutschen Archäologischen Instituts. 42, 1927, ISSN 0931-7007, S. 193–220.
- Jüdische Volkskunst in Hessen. Festschrift der Sinai-Loge zu Kassel, hrsg. aus Anlaß ihres 40-jährigen Bestehens 1928. Kassel 1928.
- Jüdische Kult- und Kunstdenkmäler im Hessischen Landesmuseum zu Kassel. Als ein Bild der Geschichte der Juden in Hessen dargestellt auf Veranlassung und mit Unterstützung der israelitischen Gemeinde Kassel und mit Beihilfe des jüdischen Museumsvereins zu Kassel. Kassel 1928.
- Geschichte der Familie Hallo. 350 Jahre aus dem Leben einer deutschen Hofjuden- und Handwerker-Familie aktenmässig dargestellt, erläutert und mit Abbildungen versehen. Privatdruck, Kassel 1930, DNB 580932230.
- mit Kurt Luthmer: Das Kupferstichkabinett und die Bücherei der Staatl. Kunstsammlungen zu Kassel. Kassel 1931; 2. Auflage. 1933.
- Jüdische Kunst aus Hessen und Nassau. Berlin 1933.
- Rudolf Erich Raspe. Ein Wegbereiter von deutscher Art und Kunst. Stuttgart/Berlin 1934 (= Göttinger Forschungen. Band 5). Das Buch wurde 1934 posthum von Gertrud Hallo publiziert.[1]
- Schriften zur Kunstgeschichte in Kassel, Sammlungen, Denkmäler, Judaica. Hrsg. von Gunter Schweikhart. Kassel 1983.
- mit S. T. K.: Christian Hebraists. In: Modern Judaism. Vol. 3, No. 1, Feb. 1983, S. 95–116, JSTOR:1396168 (englische Übersetzung, übersetzt von Gertrud Hallo, kommentiert von William Hallo).